# Angoor Ada
Angoor Ada is een plaats op de grens van de Pakistaanse Federaal Bestuurde Stamgebieden en de Afghaanse provincie Paktika.

## Inval in Angoor Ada
Op 3 september 2008 viel een Amerikaanse militaire kracht binnen in Angoor Ada waarbij 20 burgers, waaronder minstens 3 vrouwen en 4 kinderen, vermoord werden.